# Alojz Rebula

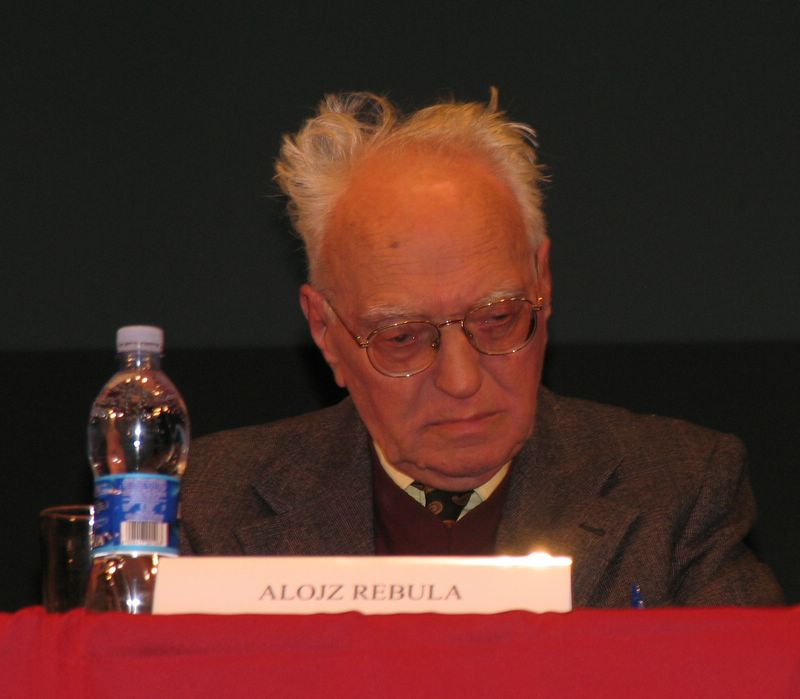

Alojz Rebula (ur. 21 lipca 1924 w San Pelagio, zm. 23 października 2018 w Topolšicy) – słoweński pisarz, dramaturg, eseista i tłumacz.

## Życiorys
W 1949 roku uzyskał dyplom z filologii klasycznej na Uniwersytecie Lublańskim. Do przejścia na emeryturę uczył języka łacińskiego i greki w szkołach średnich z wykładowym językiem słoweńskim w Trieście.
Alojz Rebula urodził się w San Pelagio niedaleko miejscowości Dunino, która należała do Włoch. Z powodu faszystowskiego reżimu, nie mớgł uczyć się w swoim języku ojczystym. Uczęszczał do szkoły z wykładowym językiem włoskim, gdzie poznał włoską kulturę i literaturę. Dostał się do prestiżowego gimnazjum w miejscowości Gorizia i później kontynuował naukę w liceum w Undinie, które ukończył w 1944 roku. Po zakończeniu II wojny światowej wrócił do Jugosławii. Studiował filologię klasyczną. W 1951 roku wrócił do Włoch z powodu ucisku reżimu komunistycznego. W 1956 roku otrzymał zakaz wjazdu do Jugosławii z powodu działalności w opozycji politycznej. W tym samym roku otrzymał po raz drugi zakaz wjazdu do Jugosławii z powodu publicznego protestu. W latach 60. Rebula osiadł się w Treście, gdzie pracował jako nauczyciel języka łacińskiego i greki. Zaangażowany był w działalność kulturalną społeczności słoweńskiej. Razem z Borisem Pahorem wydał czasopismo Zaliv, aby promować polityczną i kulturową rớżnorodność i wartości byłej demokracji. Był również redaktorem czasopism literackich Sidro, Tokovi, Most.
W 1975 roku Rebula i Boris Pahor opublikowali książkę wywiadớw zatytułowaną Edvard Kocbek: Pričevalec našega časa, w której Rebula potępia zabójstwa członków słoweńskiej antykomunistycznej milicji w maju i czerwcu 1945 roku. Książka wywołała skandal w Jugosławii. Pahor i Rebula otrzymali zakaz wjazdu do Jugosławii na kilka lat.
Od początku demokracji i niepodległości Słowenii, Rebula pracował jako felietonista w licznych czasopismach katolickich. Za rok 2014 nagrodzony został Europejską Nagrodą Obywatelską.

## Twórczość
Alojz Rebula należy do najważniejszych współczesnych słoweńskich autorów. Opublikował wiele zbiorów esejów, dziennikớw, powieści, dramatớw, krótkiej prozy i innych dzieł, które zostały przetłumaczone na wiele językớw obcych. Za swoje osiągnięcia otrzymał liczne nagrody: w 1995 nagrodę im. France Prešerna, w 1997 międzynarodową nagrodę Acerbi za włoski przekład powieści V sibilnem vetru, w 2005 nagrodę im. Kersnika za powieść Nokturno za Primorsko. Słoweński autor i intelektualista Andrej Capuder określił twórczość Rebuli jako najlepsze zjawisko, które można teraz pokazać światu.
Alojz Rebula źródła inspiracji czerpie z historii kultury i naturalnego otoczenia Słoweńców. Napisał również nowelę ukazujące życie misjonarza Friderika Baraga. Rebula zastanawia się nad przeznaczeniem niewielkiego narodu i nad ludzką kondycją. Jego proza jest zarazem liryczna i refleksyjna. Tematycznie jego proza jest ukierunkowana na ukazanie nadmorskiego świata, w którym zastanawia się nad losem niewielkiego kraju, nad możliwościami artystycznego tworzenia, wymiarem ludzkiego istnienia. Znany jest ze swoich pamiętników i esejớw. Obok filozofa Milana Komara, Rebula jest jednym z pierwszych słoweńskich autorớw, którzy obszernie piszą o filozofii Jacques’a Maritaina. Tłumaczył Ajschylosa i Platona na język słoweński z rớwnym powodzeniem jak Edvarda Kocbeka i Frana Levstika na język włoski.

## Dzieła
Powieści
- Zvonovi Nilandije (2005)
- Nokturno za Primorsko (2004)
- Jutranjice za Slovenijo (2000)
- Cesta s cipreso in zvezdo (1998)
- Duh velikih jezer (1997)
- Maranathà ali leto 999 (1996) (przekład na język niemiecki 1998)
- Kačja roža (1994) (przekład na język włoski 2005)
- Jutri čez Jordan (1988) (przekład na język 1997)
- Zeleno izgnanstvo (1981)
- Snegovi Edena (1977)
- Divji golob (1972)
- V Sibilinem vetru (1968) (przekład na język włoski 1992)
- Senčni ples (1960) (1981) (przekład na język serbsko-chorwacki)
- Klic v Sredozemlje (1957)
- Vinograd rimske cesarice (1956)
- Devinski sholar (1954)

Dramaty
- Operacija Timava (1993)
- Savlov demon – šest iger z religiozno tematiko (1985)
- Hribi, pokrijte nas! (1983)

Eseje
- Smer Nova zemlja
- Ob slovenskem poldnevniku(1995)

Dzienniki
- Iz partiture življenja. Dnevnik 1977–1981 (2002)
- Gorje zelenemu drevesu
- Oblaki Michigana
- Vrt bogov
- Koraki apostolskih sandal
- Previsna leta
- Ko proti jutru gre
- Inne dzieła literackie
- Arhipel (2002)
- Intervjuji o prihajajočem (2002)
- Pastir prihodnosti (1999)
- Pričevalci vstajenja (1999) (przekład na język angielski 1999)
- Severni križ (1994)